# Ledicia Costas
Ledicia Costas Álvarez (Vigo, 19 de septiembre de 1979) es una abogada española y escritora en lengua gallega, que en 2022 se convirtió en la única autora en ganar el premio Lazarillo de literatura infantil en tres ediciones.

## Trayectoria
Ledicia Costas es autora de muchos libros. Obtuvo el Premio Nacional de Literatura Infantil y Juvenil en 2015 por la obra Escarlatina, a cociñeira defunta. Según el jurado del premio, se trata de “una obra extraordinaria, humorística y rompedora en el contexto de la literatura infantil y juvenil actual que destaca también por su fácil lectura, por su humor escalofriante, y por la habilidad para desmitificar el mundo de la muerte”. El libro, traducido a numerosas lenguas como castellano, catalán, inglés, coreano, búlgaro, italiano, rumano, portugués y persa, ha vendido 30.000 ejemplares en gallego y 25.000 en castellano.  

### Narrativa para adultos
En 2019 publicó su primera novela para adultos, Infamia, inspirada en el caso del asesinato de Marta del Castillo. La novela está protagonizada por Emma Cruz, una abogada y profesora de Derecho que acude a una localidad imaginaria de Galicia para investigar la desaparición de dos hermanas.
En 2021 publicó Golpes de luz, una novela tierna con humor sobre los secretos en las vidas de tres generaciones en la Galicia rural. El narcotráfico en la Galicia de los años noventa, los cuidados y la búsqueda de la verdad enmarcan la historia.
En 2024 publicó Piel de cordero, la vida de dos mujeres unidas durante dos siglos por la fuerza mágica e imparable de la brujería.En la primera parte Catalina, que pertenece a una estirpe de brujas en los últimos años de la Inquisición, se cría en Merlo, en una consulta a donde acuden enfermos con todo tipo de dolencias. En la segunda, Lola, una mujer del siglo XXI que está atravesando una crisis, entra en contacto con unas fuerzas que no comprende.

## Obras

### Poesía
- Ultraluz (2022). Arte de Trobar. Centro PEN Galicia. 66 pp. 2023, Vigo: Xerais. 72 pp. (en gallego). Con imágenes del espectáculo de palabra, música y luz en el que fu acompañada de los músicos Amaro Ferreiro e Sergio M. Puga.[9]

### Literatura infantil y juvenil
- Unha estrela no vento (2000). Vigo: Xerais. 224 pp. (en gallego).
- El corazón de Júpiter (2018). Madrid: Ed. Anaya. 206 pp. Traducción de María Jesús Fernández.
  - O corazón de Xúpiter (2012). Vigo: Xerais. 224 pp. (gallego)
  - Heart of Jupiter (2016), Small Stations Press. 208 pp. (inglés)
- Xardín de inverno (2012). Everest Galicia. 64 pp. Poesía. (en gallego)
- Recinto Gris (2024. Vigo: Xerais. 160 pp. (en gallego)
- Escarlatina, la cocinera cadáver (2015). Madrid: Anaya. Traducción de la autora
  - Escarlatina, A cociñeira defunta (2014). Xerais. Ilustraciones de Víctor Rivas. 176 pp. (en gallego)
  - Escarlatina, la cuinera difunta (2016). Ed. Barcanova. (en catalán).
  - Escarlatina a cozinheira-cadáver (2021). Kalandraka. (en portugués)
  - Traducida también al coreano y publicada por Pink Whale.
- Inmundicia e Roñoso (2015). Tambre. Ilustraciones de Laura Catalán. 39 pp. (en gallego)
- Esmeraldina, la pequeña fantasma (2016). Madrid: Anaya. Traducción de la autora.
  - Esmeraldina, a pequena defunta (2016). Vigo: Xerais. Ilustraciones de Víctor Rivas. 224 pp. (en gallego)
  - Maragdina, la petita fantasma (2016). Barcanova. (en catalán).
  - Esmeraldina a pequena fantasma (2021). Kalandraka. (en portugués).
  - También traducida al coreano.
- As peripecias de Estravaganzza Pérez (2016). Vigo: Xerais. Ilustraciones de Óscar Villán. 200 pp. (en gallego).
- Verne y la vida secreta de las mujeres planta (2016). Madrid: Anaya. 224 pp. Traducción de la autora.
  - Jules Verne e a vida secreta das mulleres planta (2016). Vigo: Xerais. 248 pp. (en gallego)
  - Jules Verne i el secret de les dones planta (2016). Barcanova. 184 pp. (en catalán).
  - La vita segreta delle donne fiore (2018). Mondadori: contemporánea. 228 pp. (en italiano)
- Os arquivos secretos de Escarlatina (2017). Vigo: Xerais. Ilustraciones de Víctor Rivas. 64 pp. (en gallego)
- La balada de los unicornios (2018). Madrid: Anaya Infantil y Juvenil. Ilustradora Mónica Armiño. Traducción de la autora.
  - A balada dos unicornios (2018). Vigo: Xerais. 192 pp. (en gallego)
  - Balada unicornilor (2019). Editura Polirom. (en rumano)
- Conexión Macarrón (2019). Vigo: Xerais, Merlín. Ilustraciones de Laura Suárez. 40 pp. (en gallego).
- Vampira de biblioteca (2020). Vigo: Xerais. Ilustraciones de Víctor Rivas. 136 pp. (en gallego)
- El niño de fuego (2022). Madrid: Anaya. 168 pp. Ilustraciones de Iván R. Traducción de Eva Lozano.
  - O neno de lume (2022). Vigo: Xerais, Merlín. 168 pp. (en gallego)
- La liebre mecánica (2022). Madrid: Anaya Infantil y Juvenil. 112 pp. Traducción de María Reimóndez.
  - A lebre mecánica (2022). Xerais, Fóra de Xogo. 186 páxs. (en gallego)

#### La Señorita Bubble(colección)
- La señorita Bubble (2018). Madrid: Anaya: Sopa de Libros. 168 pp. Traducción de la autora.
  - A señorita Bubble (2017). Xerais. Ilustraciones de Andrés Meixide. 168 pp. (en gallego)

- La señorita Bubble: Aventura bajo cero (2020). Madrid: Anaya. Ilustraciones de Andrés Meixide. Traducción de María del Carmen Alonso Seisdedos.
  - A Señorita Bubble. Baixo cero (2020). Xerais, Sopa de libros. 128 pp. (en gallego)
- La señorita Bubble: Dios salve a las reinas (2023). Madrid: Anaya. Ilustraciones de Andrés Meixide. Traducción de María del Carmen Alonso Seisdedos.
  - A Señorita Bubble. Deus salve as raíñas (2023). Xerais, Sopa de libros. Ilustraciones de Andrés Meixide. 128 pp. (en gallego)

#### Los Minimuertos(colección)
- Los Minimuertos: Bienvenidos al otro barrio (2021). Alfaguara. Ilustraciones de Mar Villar. Traducción.
  - Benvido ao Outro Barrio. Os Minimortos (2020). Vigo: Xerais, Sopa de libros. Ilustraciones de Mar Villar. 56 pp. (en gallego)
- Los Minimuertos: Criando malvas (2021). Alfaguara. Ilustraciones de Mar Villar. Traducción.
  - Criando malvas. Os Minimortos (2021). Vigo: Xerais, Sopa de libros. Ilustraciones de Mar Villar. 56 pp. (en gallego)
- Los Minimuertos: Escuela de Salvajes (2021). Alfaguara. Ilustraciones de Mar Villar. Traducción.
  - Escola de salvaxes. Os Minimortos (2021). Xerais. Sopa de libros. Ilustraciones de Mar Villar. 56 pp. (en gallego)
- Los Minimuertos. Días de vivos (2021). Alfaguara. Ilustraciones de Mar Villar. Traducción.
  - O día dos vivos. Os Minimortos (2021). Xerais. Sopa de libros. Ilustraciones de Mar Villar. 56 pp. (en gallego)
- Ai, que risa! Os Minimortos (2022). Xerais. Sopa de libros. Ilustraciones de Mar Villar. 56 pp. (en gallego)

#### Pimpollo(colección)
- Pimpollo 1: El perro influencer (2024). Anaya Infantil y Juvenil  Ilustraciones de Mili Koey. Traducción.
  - Curriño. O can influencer (2024). Vigo: Xerais. Ilustraciones de Mili Koey. 74 pp. (en gallego)
- Pimpollo 2: Benvenido a la pandilla (2024). Anaya Infantil y Juvenil. Ilustraciones de Mili Koey. Traducción.
  - Curriño. Benvido ao equipo (2024). Vigo: Xerais. Ilustraciones de Mili Koey. 74 pp. (en gallego)

- Pimpollo 3: Fama o fuga (2025). Anaya Infantil y Juvenil. Ilustraciones de Mili Koey. Traducción.
  - Curriño. Fama ou fuga (2025). Vigo Xerais. Ilustraciones de Mili Koey. 74 págs. ISBN 978-84-1110-682-5

### Álbum ilustrado
- Siete dientes de León (2024). Ilustracións de David Sierra. Nórdica Libros. 44 pp.
  - Sete dentes de león (2024). Ilustracións de David Sierra. Xerais. 40 pp. (en gallego)

### Narrativa para adultos
- Un animal chamado néboa (2015, 2024). Xerais. 200 pp. (en gallego)
  - An Animal Called Mist (2017). Small Stations Fiction. 204 pp. (en inglés).
- Infamia (2019). Destino. Áncora&Delfín. Traducción.
  - Infamia (2019). Xerais. 272 pp. (en gallego)
- Golpes de luz (2021). Destino. 288 pp. Traducción.
  - Golpes de luz (2021). Xerais. 288 pp. (en gallego)
- Piel de cordero (2024). Destino. 344 pp. Traducción.
  - Pel de cordeiro (2024). Xerais. 344 pp. (en gallego)

### Obras conPere Tobaruela
Firmaron sus obras como Pereledi.
- Desaparizión (2011). Everest Galicia. Ilustrado por Andrés Meixide. (en gallego)
  - Publicada también en catalán Desaparissió (2012). Cadí. 120 pp.
- Mortos de Ningures (2011). Everest Galicia. Ilustrado por Andrés Meixide. (en gallego)
- Letras de xeo (2012). Everest Galicia. Ilustrado por Andrés Meixide. (en gallego)
- Ouro Negro (2013). Everest Galicia. Ilustrado por Andrés Meixide. (en gallego)

### Obras colectivas (en gallego)
- Narradoras (2000). Xerais, narrativa.
- Isto é un poema e hai xente detrás (2007). Espiral Maior.
- Premios de Poesía, Relato Curto e Tradución da Universidade de Vigo (2007). Xerais.
- Letras novas (2008). Asociación de Escritores en Lingua Galega.
- Pel con pel (2010). Galaxia.
- Premios de Poesía, Relato Curto e Tradución da Universidade de Vigo (2010). Xerais.
- Urbano. Homenaxe a Urbano Lugrís (2011). A Nave das Ideas.
- Certame de narración breve Modesto R. Figueiredo Premios Pedrón de Ouro 2010 e 2011 (2012). Toxosoutos.
- O libro dos Reis Magos (2012). Editorial Galaxia e Xunta de Galicia.
- Versus cianuro. Poemas contra a mina de ouro de Corcoesto (2013). A. C. Caldeirón.
- Xabarín 18 (2013). EEI Monte da Guía/Concello de Vigo/Galaxia.
- 150 Cantares para Rosalía de Castro (2015). Libro electrónico.
- 6 poemas 6. Homenaxe a Federico García Lorca (2015). Biblos Clube de Lectores. Poesía.
- Caramomia (2023). Vigo: Xerais. Con María Lado, Daniel Landesa, O Hematocrítico. Ilustrador/a: Martín Romero.

## Premios
- Ganadora del Premio de Poesía do Concello de Marín, 2005.
- Mención de Honra en el Premio GZ Crea de poesía, por Aparición de triste.

- 1.er Premio de relato de la Universidad de Vigo en 2010.
- Accésit en el Premio Modesto R. Figueiredo do 2011, por Frío azul.
- Premio Ánxel Casal de la Asociación Galega de Editores al mejor libro infantil y juvenil de 2012, por O corazón de Xúpiter.
- Accésit en el Premio Miguel González Garcés de 2012, por Satén.
- Premio AELG a la mejor obra de literatura infantojuvenil de 2012, por O corazón de Xúpiter.
- Premio Martín Sarmiento para 1º y 2º de ESO, 2013, por Mortos de ningures, xunto a Pere Tobaruela.
- XXIX edición del Premio Merlín de Literatura Infantil de 2014 por Escarlatina a cociñeira defunta.
- Premio Fervenzas Literarias al mejor libro de literatura infantil de 2014, por Escarlatina, a cociñeira defunta.
- Premio Xosé Neira Vilas de la Asociación Galega de Editores al mejor libro infantil y juvenil de 2014, por Escarlatina, a cociñeira defunta.
- Premio Nacional de Literatura Infantil y Juvenil de España en 2015, por Escarlatina, a cociñeira defunta.
- Premio Lazarillo de Creación Literaria en 2015, por Jules Verne e a vida secreta das Mulleres Planta. Con esta obra: Premio Fervenzas 2016 ao Mellor Libro de Literatura Xuvenil -Premio Fervenzas 2016 Mellor Capa de LIX - Premio Gala do Libro Galego (Infantil/Xuvenil)
- Premio Antón Losada Diéguez de Creación literaria en 2016, por Un animal chamado néboa.
- Premio de los Clubs de Lectura de Galicia de 2016.
- Lista White Ravens por Verne y la vida secreta de las mujeres
- Viguesa distinguida en 2018.[10]
- Ganadora Premio Lazarillo por A balada dos unicornios en 2017, ex aequo con Rafael Salmerón por No te muevas musaraña.
- Premio Fervenzas Literarias al mejor libro de literatura infantil de 2017, por A señorita Bubble.
- Premio Kelvin 505, por la versión en castellan de A balada dos unicornios, reconocida como Mejor Novela Juvenil Original en Castellano. Festival de terror, fantasía y ciencia ficción Celsius 232 de Avilés. 2019.
- Premio de Cultura Galega das Letras 2020.[11]
- Premio Merlín 2021 por O neno de lume.
- Ganadora Premio Lazarillo por A lebre mecánica en 2022.[1]
- Premio de Poesía Afundación, por Ultraluz, en 2022.[12]
- En 2023 recibió la Medalla Castelao.[13]
- En enero de 2025 recibió el Premio Zenda de Infantil y Juvenil 2023-2024 por su libro Siete dientes de león.[14]
- En abril de 2025 ganó el Premio Barco de Vapor de literatura infantil con Feriópolis.[15]